# Komturei Nemerow

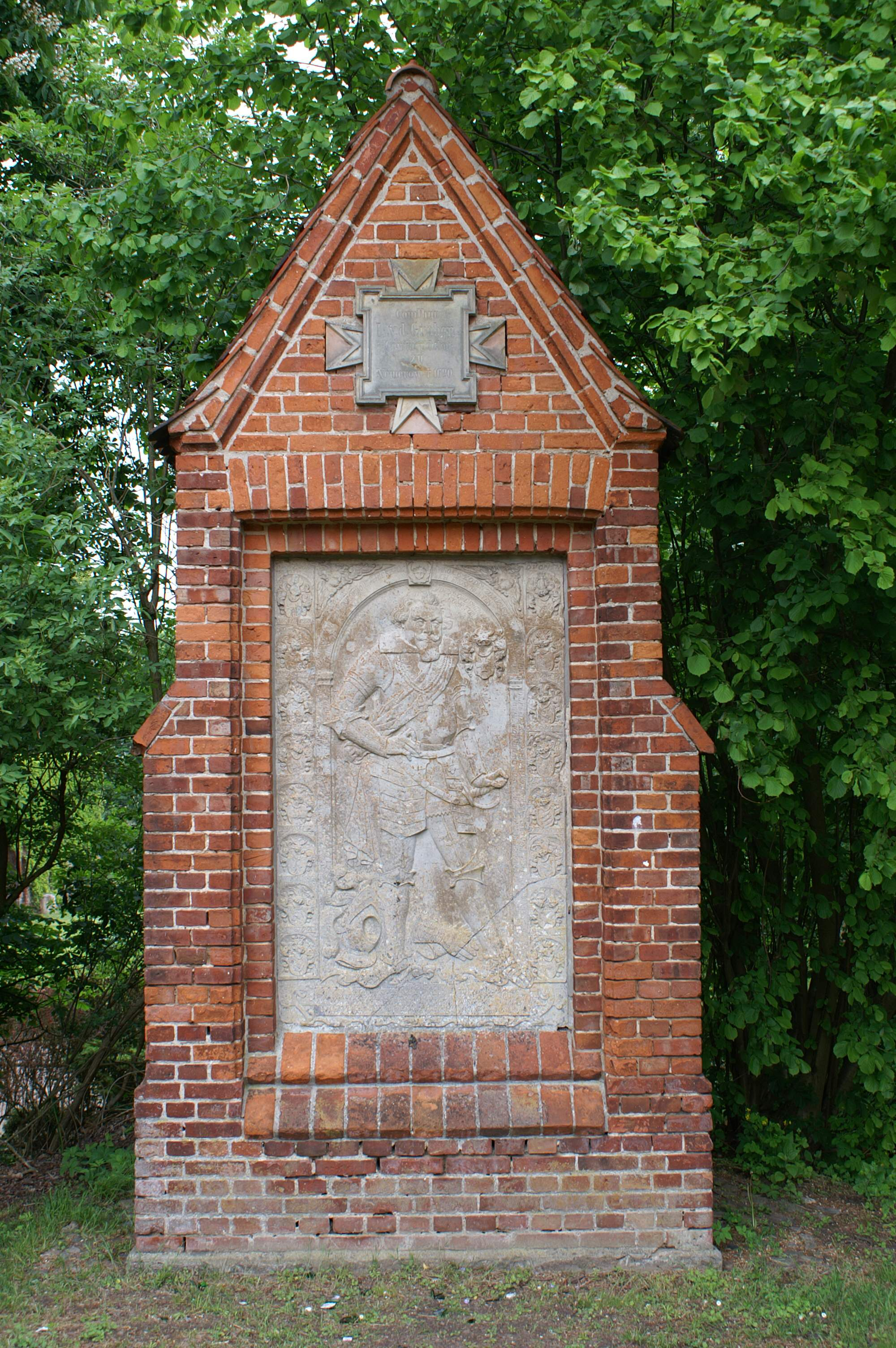
Grabmal des Komturs Ludwig von der Groeben (1578–1620)

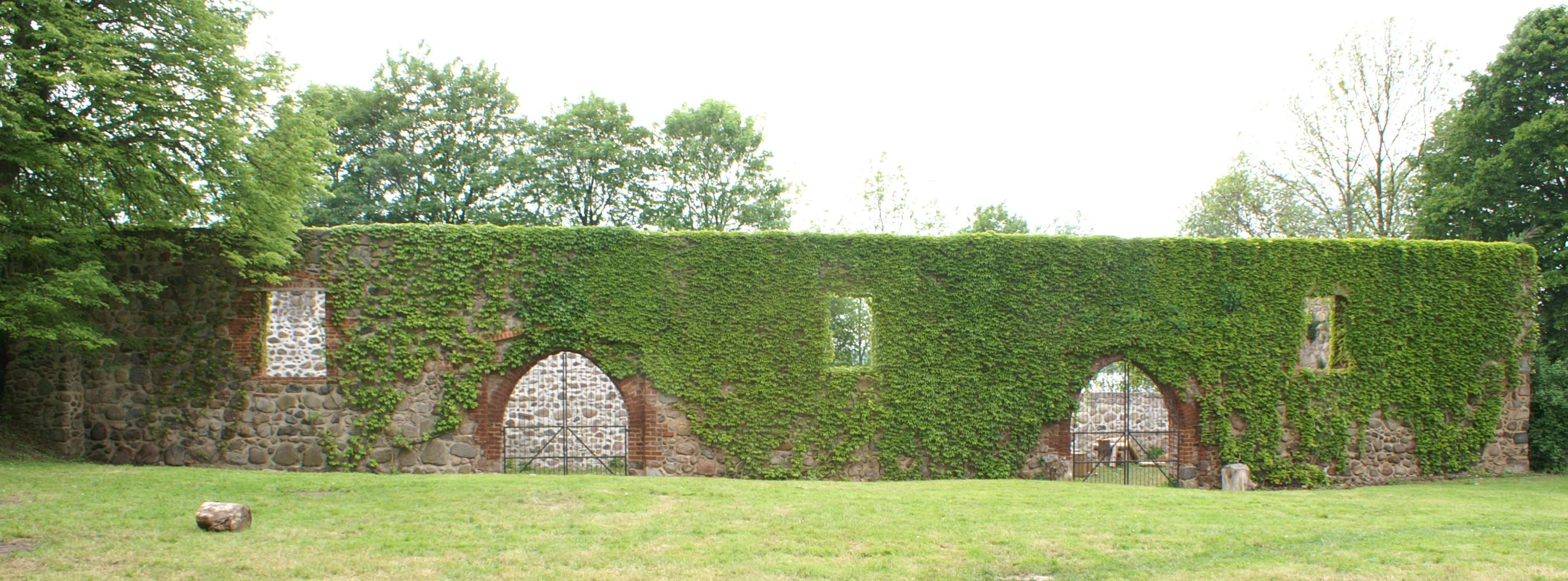
Ruine der Klosterscheune

Die Komturei Nemerow, vorher Komturei Gardow war eine Komturei des Johanniterordens der Ballei Brandenburg in Klein Nemerow in Mecklenburg-Vorpommern, die 1285 ersterwähnt ist und bis 1648 bestand. Ursprünglicher Sitz der Komturei war Gardow, eine heute wüst gefallene Siedlung in der Gemeindelage Wokuhl-Dabelow.

## Geschichte
Die Ländereien um Nemerow waren im 12. Jahrhundert im Besitz des Klosters Broda. Im Vertrag von Kremmen vom 20. Juni 1236 musste der in Demmin residierende Herzog Wartislaw III. die Länder Stargard, Beseritz und Wustrow an die gemeinsam regierenden brandenburgischen Markgrafen Johann I. und Otto III. aus dem Hause der Askanier abtreten. Die Markgrafen Otto und Albrecht von Brandenburg schenkten dem Kloster Broda am 10. April 1273 das Dorf Klein Nemerow (Wendisch Nemerow) und am 13. März 1285 verlieh der brandenburgische Markgraf Albrecht III. Johanniterorden das Eigentumsrecht des Dorfes Gnewitz an die Komturei Gardow, später Nemerow. Gardow war eine schon 1583 als wüst bezeichnete Feldmark zwischen Godendorf und Comthurey in der Nähe des Großen und Kleinen Gadowsee. Im Laufe der Zeit verlor dieser Standort immer mehr an Bedeutung, vor allem als Komtur Ulrich Swave von Hermann von Warburg die Güter in Klein und Groß Nemerow für den Orden kaufte. Der Besitz wurde am 15. Mai 1298 von Markgraf Albrecht III. bestätigt. Sehr bald entstand in Nemerow, wie bereits in Mirow, neben der Komturei eine Priester-Priorei, die geistliche Aufgaben des Ordens übernahm.
Nach dem Wechsel der Herrschaft Stargard nach Mecklenburg schenkte der Fürst Heinrich II. am 30. Januar 1302 der Komturei Nemerow das Patronatrecht über die Pfarrkirche St. Johannes der Stadt Lychen. Der brandenburgische Markgraf Hermann von Brandenburg bestätigte diese Rechte im gleichen Jahr. In diesem Zuge wurde Gardow als Teil von Nemerow genannt. Die Besitzungen der Erstausstattung der Komturei Nemerow schlossen sich direkt an die Güter des Klosters Wanzka an.
Die Komturei bestand dann Anfang des 14. Jahrhunderts aus Nemerow mit Groß Nemerow und Klein Nemerow, Rowa und Staven und den Gebieten um Gardow mit Dabelow, Wokuhl, Gnewitz, Gudendorf und die Feldmark Dreffin. Im Verlaufe des 14. Jahrhunderts vergrößerte die Komturei erheblich ihren Besitz. So gehörten der Komturei in ihrer wirtschaftlichen Blütezeit acht Dörfer mit rund 100 Bauern und Kossaten. Dennoch stellten die Landesherrn immer wieder Forderungen und forderten Einfluss, wie das Ablager und Naturalienlieferungen.
Für die Bedeutung der Komturei Nemerow im Mittelalter spricht auch, dass deren Komture als geachtete Personen oftmals bei wichtigen Beurkundungen uns anderen politischen Akten als Zeugen auftraten, insbesondere Ulrich Schwabe und Adolf von Schwalenberg, der der Komturei noch 1355 vorstand.
Unter anhaltenden Auseinandersetzungen mit den Herrenmeistern von Sonnenburg gewannen die mecklenburgischen Herzöge im Verlauf des 16. Jahrhunderts größeren Einfluss auf die Besetzung der Kommende und die Ernennung von Komturen. Mitte des 16. Jahrhunderts kam es zu einem heftigen Erbschaftsstreit zwischen den Herzögen zu Mecklenburg Johann Albrecht I. und Ulrich. Der Erbschaftsstreit wurde 1556 mit dem Ruppiner Machtspruch des brandenburgischen Kurfürsten Joachim II. beigelegt. Aber die Komturei wurde, wie auch die Komturei Mirow, darin ausgeklammert und so vor der Säkularisation vorerst verschont. Doch 1552 setzte Herzog Johann Albrecht I. seinen Lehnsmann und Hof- und Kriegsrat Joachim von Holstein auf Ankershagen als Komtur in Nemerow ein. Er ließ sich in den Orden einkleiden und für die Herzöge war die Komturei nun säkularisiert.
Im Jahr 1628 zog Wallenstein die Komturei Nemerow für sich ein. Zweieinhalb Jahre später endete seine Herrschaft in Mecklenburg und der Schwedenkönig Gustav II. Adolf schenkte die Komturei 1630 seinem Obristen Melchior Wurmbrand. Dieser trat sie 1634 wieder ab, doch Gebäude und Besitz der Komturei waren völlig zugrunde gerichtet worden. 1646 gilt als letztes stabiles Jahr mit Nachweis der Johanniter.
Im Jahr 1648 wurde mit dem Westfälischen Frieden die Komturei der Güstrower Linie des Hauses Mecklenburg zugesprochen. Nach deren Erlöschen und mit dem Hamburger Erbvergleich kam die Komturei 1701 an das neue (Teil-)Herzogtum Mecklenburg-Strelitz. 1775 kam es innerhalb des Johanniterordens noch einmal indirekt die Thematik Nemerow auf, deren Tradition in die Kommende Lagow einfloss. Deren Bruder Friedrich Georg zu Wied-Runkel, immerhin General-Feldzeugmeister, wollte zum katholischen Glauben konvertieren. Seine Löschung aus den Ordenslisten wurde aber erst nach seinem Tod vollzogen.
Das Gebiet der Komturei Nemerow bildete bis 1794 ein selbständiges Amt, dessen letzter Pächter Amtshauptmann Adolph Friedrich Quinckardt war. Danach kam Nemerow als Domäne zum Amt Stargard.
Von den Anlagen der Komturei ist heute fast nichts mehr erhalten.

## Baulichkeiten
Von der Klosteranlage sind heute nur noch die Umfassungsmauern der wohl aus dem 14. Jahrhundert stammenden Klosterscheune (früher fälschlich als "alte Kirche" bezeichnet) am Steilufer des Tollensesees erhalten. Baubefunde belegen, dass der mittelalterliche Backsteinbau als Wirtschaftsgebäude errichtet wurde. Die Scheune befand sich nördlich des Konventhauses und bildete mit dem Gebäudeverband am Rande des Tollensesees den Kern des Wirtschaftssektors der Kommende. Anfang der 1960er Jahre brannte die Scheune komplett aus.
Die ebenfalls in Stein errichtete Klosterkirche stand an anderer Stelle. Aus der Klosterkirche, deren bauliche Reste im frühen 18. Jahrhundert abgebrochen wurden, blieb nur der Leichenstein des von 1593 bis 1620 amtierenden Komturs Ludwig von der Groeben erhalten. Eingebaut in eine Backsteinumrahmung steht er heute auf dem einstigen Wirtschaftshof vor dem ehemaligen Pächterhaus (heute Gasthof) von Klein Nemerow.
Die Sandsteinplatte zeigt in einer rundbogigen Architektur einen Ritter in prachtvoller Rüstung. An der Kette der Schärpe hängt das Johanniterkreuz und zur linken Seite des Kopfes steht: LVDEWIEG. V. DER GROBEN COMPTOR. Neben dem linken Kragenrand ist auf dem Wappenschild ebenfalls ein Johanniterkreuz zu sehen. Auf den schmalen Säulen und dem Rundbogen ist folgende Inschrift zu lesen: ANNO 1620 DEN 20. AUGUSTI IST DER WOLWURDIGEN EDLER GESTRENGER UND ERNVESTER HER LUDEWIG V. DER GROBEN DES MALTHESER ORDENS S. JOANNIS UND HOSPITALS ZU HIERUSALEM RITTER COMMENDATOR ZU NEMEROW ALHIE SEHLIGLICH ENTSCHLAFEN ZWISCHEN 6 UND 7 UHRN VORMITAGE UND ZUR ERDEN BESTETIGET IM GEWELBE SEINES ALTERS IM 42. IHARE DERO SEHLEN GODT GNEDIGH IST.
An die bauliche Nutzung des ehemaligen Wirtschaftshofs schließt sich das Gutshaus an, das im Jahr 1886 auf alten Kellergewölben errichtet wurde, die mutmaßlich noch aus der Zeit der Johanniterkommende stammen. Erbauer war der damalige Pächter Ernst Siemerling (1856–1902). Letzter Pächter vor der Bodenreform war Georg Griebel, der infolge der Weltwirtschaftskrise und eines Großbrandes 1930 wirtschaftlich scheiterte. Das Gut wurde 1932 durch die Deutsche Siedlungsbank aufgesiedelt. Zu den neuen Eigentümern zählte unter anderem die Familie um Bruno Thamm, die als Siedler das Restgut übernahm und 1933 die Fremdenpension „Haidehof“ eröffnete. Über das Leben in Klein Nemerow seit den 1930ern berichtet ausführlich die Autobiographie von Ernst-Adolf Thamm (1932–2012), einem Sohn des obigen Siedlers: Ein Leben in drei Gesellschaftsordnungen (Lenover, Neustrelitz 2000. ISBN 3-930164-63-9).
Nach Kriegsende wurde die Familie Thamm im Zuge der Bodenreform in der Sowjetischen Besatzungszone enteignet. Der Haidehof wurde in zwei Neubauernstellen aufgeteilt und durfte nicht weiter als Gaststätte betrieben werden. In späteren Jahren wurde im Gebäude erneut eine Ausflugsgaststätte unter dem Namen „Heidehof“ eingerichtet. Im Jahr 1997 erfolgte die Umwandlung zum Hotelbetrieb durch die Freizeit- und Service Gesellschaft (FSG) Neverin. Seit 2006 wird der Betrieb unter dem Namen Seehotel Heidehof geführt. Trotz der neuen Nutzung als Hotel blieb die historische Gebäudestruktur im Wesentlichen erhalten.

### Stadthaus
Die Komturei besaß ein Stadthaus in Neubrandenburg. Dieses vergab der Herzog 1563 an den Neubrandenburger Superintendenten Joachim Nossiophagus als Wohnhaus und Sitz der Superintendentur.

## Komture
Namen und Jahreszahlen bezeichnen die nachweisbare Erwähnung.
| Amtszeit  | Name                                   |
| --------- | -------------------------------------- |
| 1298–1318 | Ulrich Schwabe (Swave)                 |
| 1322      | Georg von Kerkow                       |
| 1337–1345 | Hermann von Warberg                    |
| 1349–1355 | Adolf, Graf von Schwalenberg           |
| 1356      | Albert von Warberg                     |
| 1358      | Ulrich von Regenstein                  |
| 1358–1365 | Albert von Warberg (erneut)            |
| 1366–1369 | Nikolaus von Lankow (Lankau)           |
| 1376      | Heinrich von dem Kruge                 |
| 1392      | Godeke (Goettke) von Bülow             |
| 1404–1407 | Degenhard von Parsow                   |
| 1433–1435 | Peter von Mundt                        |
| 1438      | Nickel (Nickel) von Sack (Sagk)        |
| 1466–1468 | Engelke von Warburg                    |
| 1474      | Joachim von Wagenschütz (Wagenschütte) |
| 1480      | Heinrich (Hinrik) von Beust (Bust)     |
| 1491–1495 | Kurt von Jagow                         |
| 1503–1506 | Bernhard von Rohr                      |
| 1506–1523 | Otto von Sack                          |
| 1523–1551 | Aschwin von Cramm                      |
| 1552–1572 | Joachim von Holstein                   |
| 1572–1574 | Sedisvakanz                            |
| 1574–1593 | Georg von Ribbeck                      |
| 1593–1620 | Ludwig von der Groeben (1579–1620)     |
| 1621–1641 | Graf Heinrich Volrath von Stolberg     |
| 1641–1644 | Sedisvakanz                            |
| 1644–1645 | Henning von Gristow                    |
| 1645–1648 | Sedisvakanz                            |

### Prioren
- 1339–0000 Gebhard von Goslar[15]
- 1392–0000 Martin von dem Berge[16][17]

### Priesterbrüder
- 0000–0000 Johannes von Holdenstedt (Holdenstede)
- 0000–0000 Johannes von Rutenberg (Ruthenberch)[18]
- 1407–0000 Johannes Goltsmid[19]

### Ritterbrüder
- 1369–0000 Henning von Helpte[20]
- 0000–0000 Gerhard Lubbin
- 0000–0000 Klaus Luno
- 0000–0000 Henning Picht
- 0000–1392 Gert Went[21]
- 1392–1402 Jacob vom Sunde[22]

### Gedruckte Quellen
- Mecklenburgisches Urkundenbuch (MUB)
- Mecklenburgische Jahrbücher (MJB)

### Ungedruckte Quellen
- Landeshauptarchiv Schwerin
  - LHAS 2.12-3/2 Klöster und Ritterorden. sekularisierte Klöster und Ordensniederlassungen, Johanniterorden.
- Brandenburgisches Landeshauptarchiv
  - Provenienzbestand der Ballei Brandenburg
  - Regesten Johanniterkomtureien Mirow und Nemerow
  - Kopialbücher